# نفتالوسیانین
نفتالوسیانین (به انگلیسی: Naphthalocyanine) یک ترکیب شیمیایی با شناسه پاب‌کم ۵۷۴۸۳۱۱ است. 